# Parque nacional Quebrada del Condorito
El parque nacional Quebrada del Condorito (legalmente parque y reserva nacional Quebrada del Condorito) se encuentra en la provincia de Córdoba, Argentina, a 85 km al oeste de la ciudad homónima y en el centro de las sierras de Córdoba. Este parque nacional fue creado en 1996. Es considerado la tercera maravilla natural de Córdoba. Posee una superficie de 37 344 ha, de las cuales 24 714 ha pertenecen al parque nacional propiamente dicho y 12 630 ha a la reserva nacional. Adyacentes a ambos se encuentran las 146 000 ha correspondientes a la reserva hídrica provincial Pampa de Achala. En el parque nacional propiamente dicho las tierras se encuentran sujetas al dominio público del Estado Nacional, mientras que en la reserva nacional se encuentran bajo dominio privado de particulares pero sujetas a jurisdicción nacional, comprendiendo 3 sectores: al norte la estancia Santo Tomás, al sur las estancias Atalaya y Viejo del Carmen y al este una parte del establecimiento Yata.

## Características

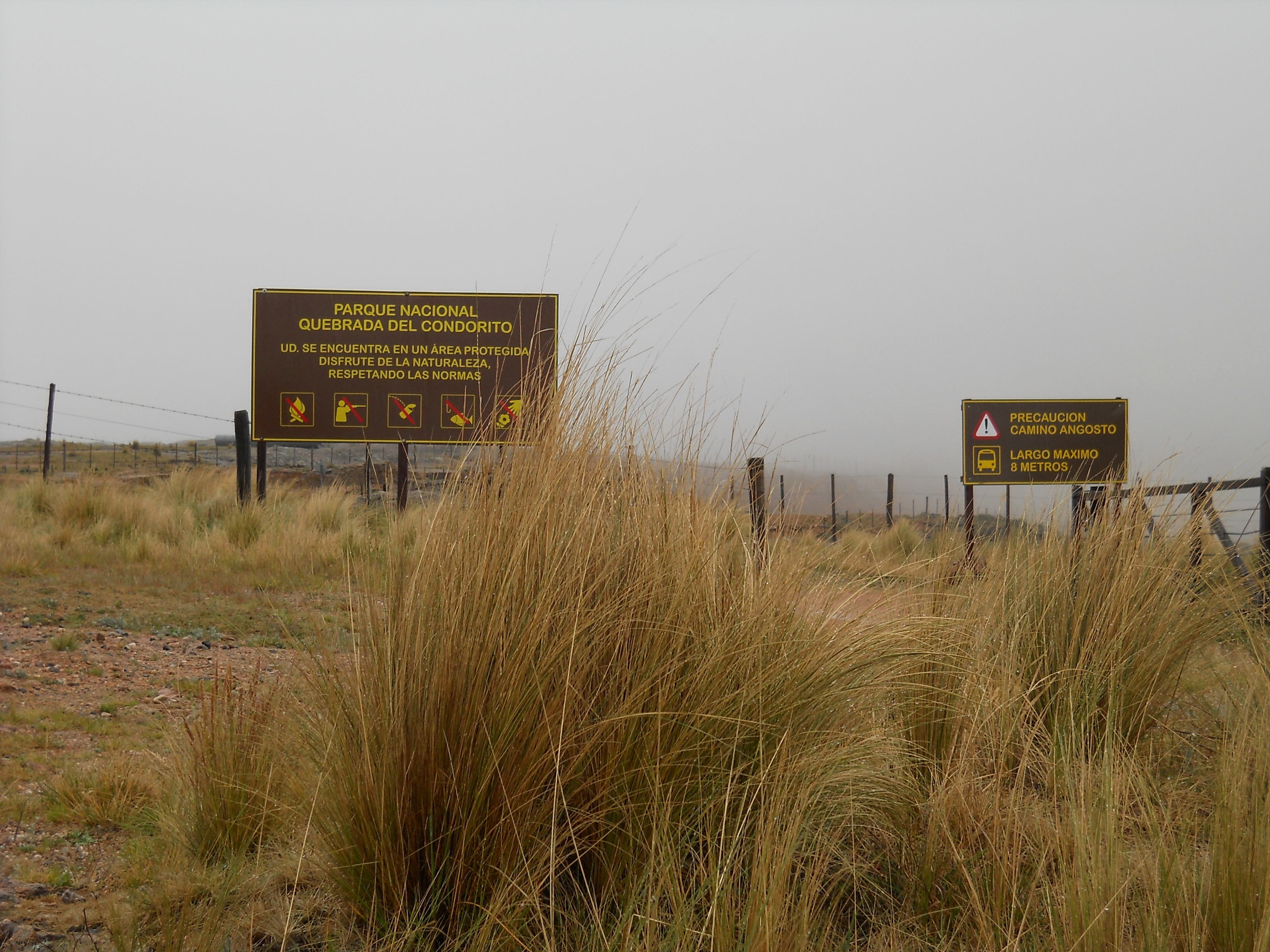
Uno de los ingresos al parque nacional.

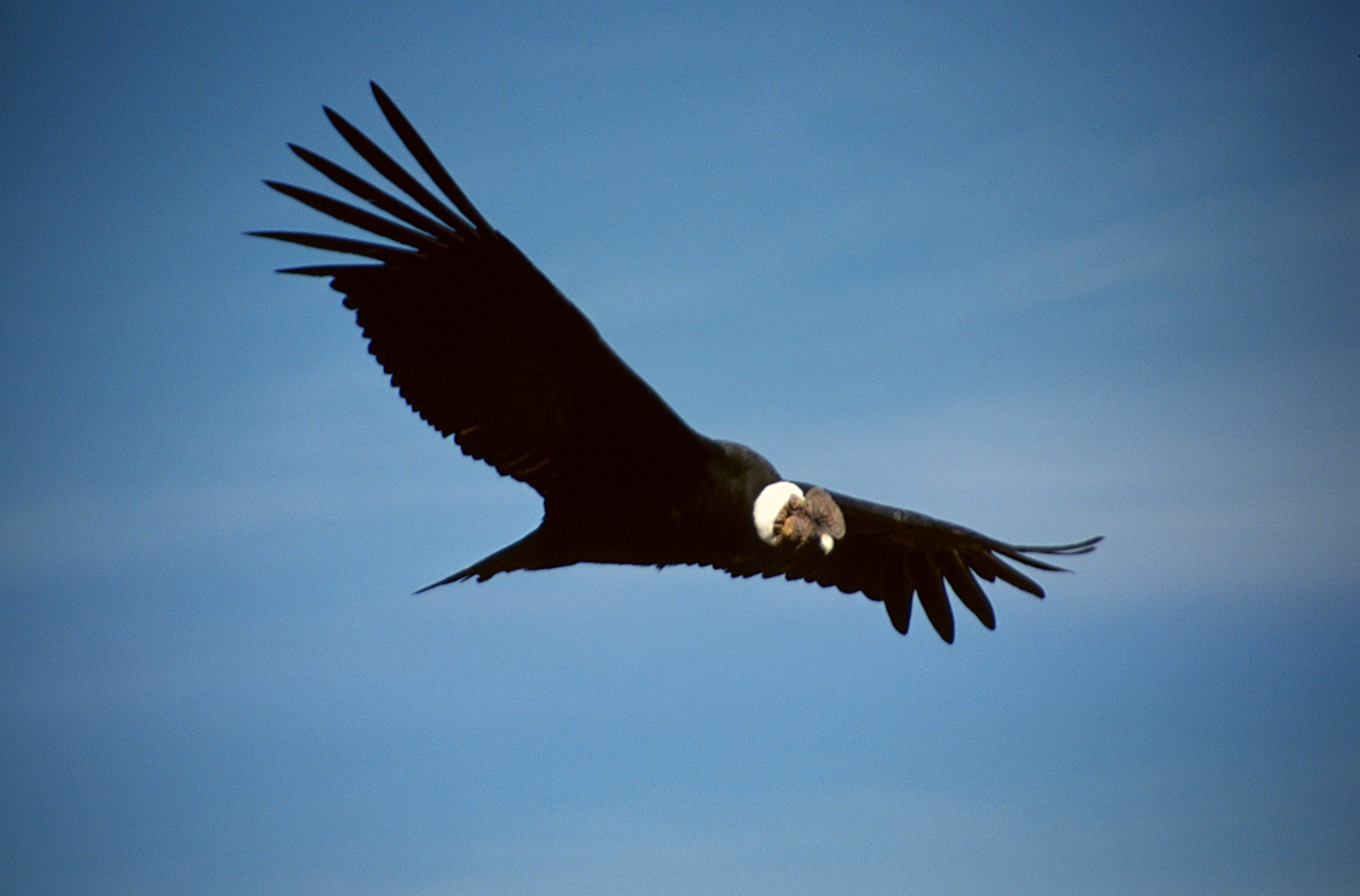
Cóndor en vuelo.

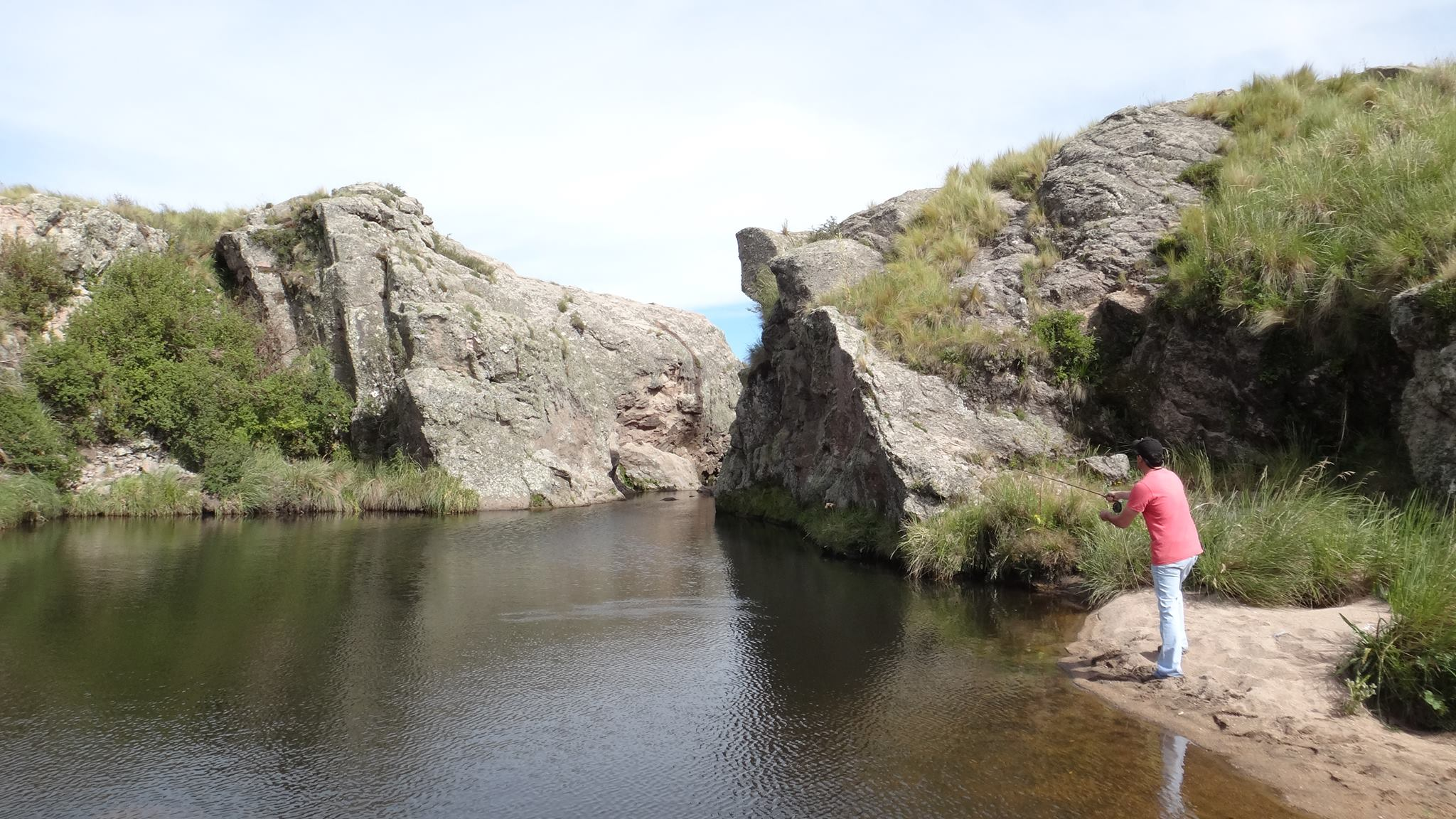
Pesca con mosca en Quebrada del Condorito.

Pese a ubicarse próximo a la ciudad de Córdoba y localidades turísticas como Villa Carlos Paz, Alta Gracia, Tanti y Mina Clavero, el territorio del parque se ha mantenido paisajísticamente prístino debido a su difícil accesibilidad hasta inicios del siglo XXI. La ganadería extensiva se ha practicado allí desde tiempos coloniales, con resultados negativos para el ambiente, a causa de la sobrecarga de ganado, que ocasionó una intensa erosión al tornarse escasa la cobertura vegetal y también debido al pisoteo en este sitio de fuertes pendientes y suelo arenoso.
El territorio de este parque nacional se caracteriza por la elevada altitud del piso superior de las sierras Grandes de Córdoba, respecto de la gran llanura chacopampeana que la rodea y le confiere condiciones de isla biogeográfica, esta "isla ecológica" ha tenido intermitentes flujos de colonización de especies andinas y patagónicas (en función de variaciones climáticas). Como resultado de ello, el área presenta una gran diversidad de endemismos de especies y subespecies, tanto de plantas como de animales. Este es uno de los rasgos más destacados de esta área.
Este parque constituye un importante sitio de avistajes de cóndores (especie andina que ha sufrido un marcado retroceso poblacional en el siglo XX), cuya distribución más oriental se encuentra en esta región. En Argentina las poblaciones de cóndor se encuentran estables y se están desarrollando programas de reintroducción de esta especie en sitios donde ha sido extinguida.
Los límites del parque nacional son:
- Al norte: el camino nuevo de las Altas Cumbres.
- Al oeste: las propiedades que limitan con las cumbres de Achala (Paso de las Piedras, La Trinidad, La Atalaya).
- Al sur: nacientes del río Yatán (río que se destaca por su bella quebrada del Yatán).
- Al este: propiedades que limitan con la cota de los 1500 m (El Bosque, El Condorito, San Miguel).

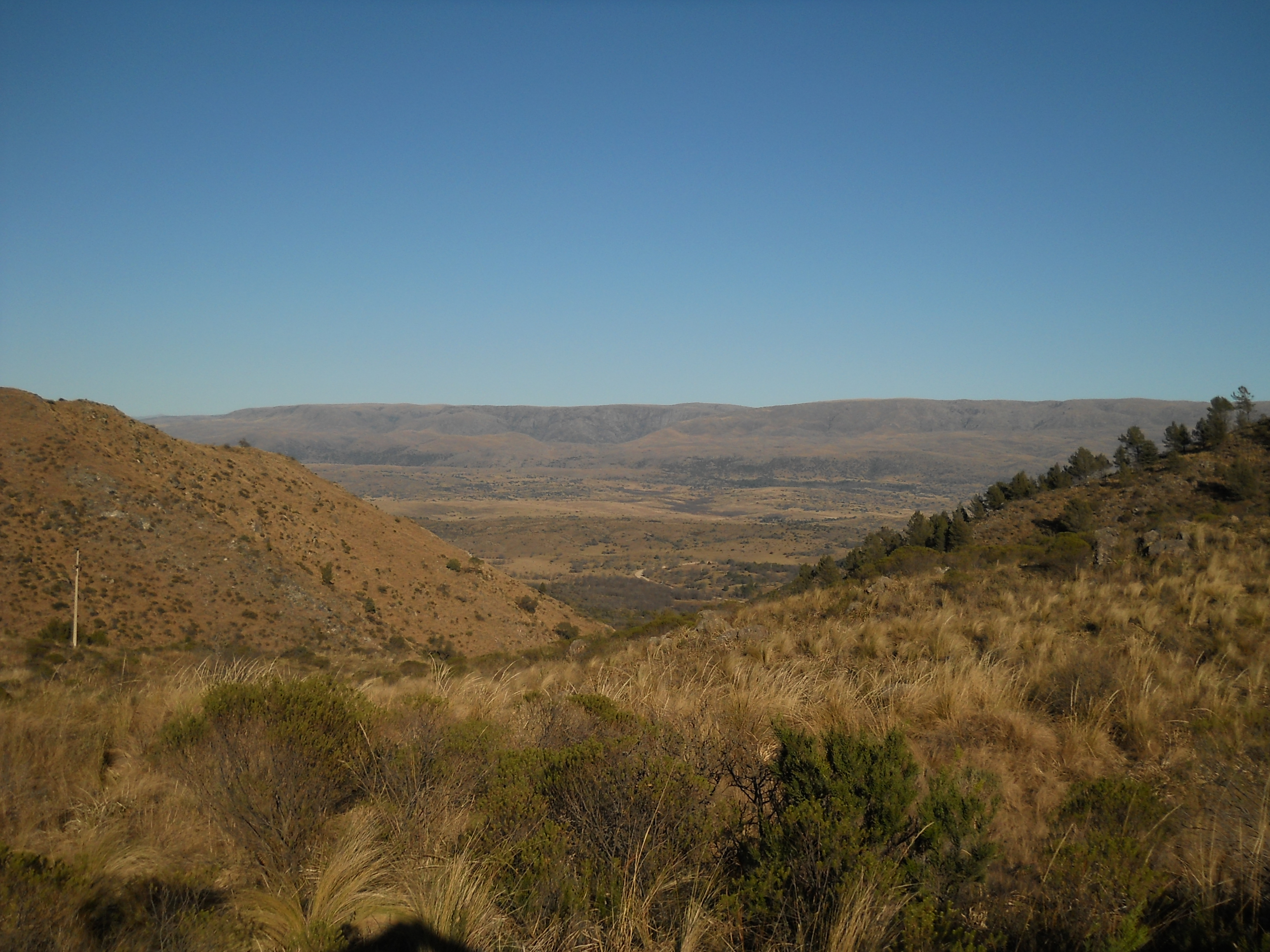
Desde la lejanía, en el centro de la foto, y sobre la Sierra Grande, se divisa la garganta de la quebrada del Condorito.

## Geología e hidrografía
Las sierras Grandes, están conformadas por un batolito granítico elevado por la orogenia andina. El relieve, en las laderas presenta fuertes pendientes, y en las altiplanicies presenta numerosas fracturas geológicas por donde circulan numerosos arroyos y ríos, entre los cuales se destaca la quebrada  (o cañón) por la cual discurre el correntoso y límpido río Condorito (afluente del río Segundo).

## Clima
El clima en la zona es templado serrano, pero en lo alto de la sierra pasa a ser frío, con una gran amplitud térmica entre el día y la noche y entre el verano y el invierno. Durante los inviernos (de mayo a principios de agosto) son comunes las nevadas. Otro fenómeno característico es la frecuente caída de rayos en las zonas más elevadas.

## Fauna
La quebrada que da nombre al área es un profundo cañadón, casi cañón geomorfológico, de casi 800 m de profundidad desde cuyos bordes superiores es factible observar, a casi el mismo nivel, el suave planeo de los cóndores andinos. La denominación tiene su origen en el antiguo nombre Río de los Condoritos dado por la característica presencia de una alta proporción de juveniles de cóndores en estos apostaderos. No es un sitio de cría, sino que los adultos llevan allí a sus jóvenes cuando tienen capacidad de volar, quizás para que aprendan a buscar alimento en su vida adulta. El censo de 2006 ha indicado que la población de tales aves se mantiene estable respecto de 1996, con cerca de 100 cóndores en esta quebrada.
Hasta inicios del siglo XX se reportaron avistajes de jaguares, guanacos, pecaríes y tuco-tucos serranos (Ctenomys pundti). Actualmente la fauna principal consta (además de los cóndores que dan nombre al parque) de pumas, zorros de la especie culpeo y jotes. La fauna cuenta con algunas especies endémicas: dos anfibios (un sapo y un escuerzo) que están en peligro de extinción debido a la presencia de la trucha fontinalis, dos reptiles (un lagarto verde y una culebra listada, ambos son propios de Achala), el zorro colorado tiene una raza típica de estas sierras, mientras que entre las aves se han reconocido varias especies exclusivas del lugar. La Administración de Parques Nacionales está llevando a cabo un proyecto de reintroducción de guanacos.

## Primeros habitantes
Las evidencias disponibles señalan la presencia humana en el área serrana desde hace 11000 años. Los comechingones habitaban la región hasta el siglo XVI cuando se produjo la Colonización, y hace miles de años los ayampitines (es decir, los integrantes de la cultura arqueológica -desaparecida- llamada Cultura Ayampitín), frecuentaban estas altiplanicies, estableciendo campamentos temporarios para la caza de grandes mamíferos, abundantes allí, o de mediano porte como el guanaco y el venado de las pampas.

## Creación y legislación
Entre 1956 y 1984 existieron diferentes proyectos para la constitución de un área natural de conservación en la Pampa de Achala. 
El 22 de diciembre de 1994 fue celebrado un convenio entre el Estado Nacional y la provincia de Córdoba, por el cual esta provincia se comprometió a ceder al primero el dominio eminente y la jurisdicción sobre el territorio a declarar parque nacional (12 parcelas con un total de 36 373 ha 4529 m²), que debía ser expropiado por el Gobierno Nacional.

PRIMERA: La Provincia de Córdoba cederá al Estado Nacional el dominio eminente y la jurisdicción que posee sobre el siguiente territorio de propiedad particular, el que en planilla de una (1) foja útil forma parte integrante del presente Convenio como Anexo I, que obra individualizado en el plano que, suscripto por las partes, forma parte integrante del presente como Anexo II.
 SEGUNDA: La cesión de que se trata se realiza en el marco de la Ley Nacional Nº 22.351, a fin de que el Estado Nacional cree en dicho territorio un Parque Nacional o Reserva Nacional, con el nombre genérico de "Parque Nacional Quebrada del Condorito".
 TERCERA: La Nación, una vez perfeccionada la cesión aludida, expropiará de sus actuales propietarios los terrenos de que se trata, asumiendo la totalidad de las erogaciones que ello implique.

El 1 de agosto de 1995 la Legislatura de Córdoba sancionó la ley n.º 8486 -promulgada de hecho el 25 de agosto de 1995- aprobando el convenio:

ARTICULO 1º — Apruébase el convenio celebrado con fecha 22 de diciembre de 1994 entre la Nación Argentina, representada en ese acto por el titular del Poder Ejecutivo, Dr. Carlos Saúl Menem y la Provincia de Córdoba, representada por el Sr. Gobernador Dr. Eduardo César Angeloz, por el cual la provincia se compromete a ceder al Estado nacional, en el marco de la Ley Nº 22.351, el dominio eminente y la jurisdicción sobre el territorio de propiedad particular descripto en el Anexo I del referido convenio, con el objeto de crear en dicho territorio un Parque Nacional o Reserva Nacional con el nombre genérico "Parque Nacional Quebrada del Condorito".

El 28 de noviembre de 1996 el Congreso Nacional sancionó la ley n.º 24749, promulgada el 19 de diciembre de 1996, aceptando la cesión y declarando la utilidad pública de las tierras afectadas para su expropiación. La ley dispuso crear el parque nacional:

ARTICULO 2º — Acéptase la cesión efectuada por la Provincia de Córdoba al Estado Nacional de la jurisdicción y dominio eminente sobre un área de propiedad de particulares de aproximadamente 40.000 hectáreas, cuya identificación catastral figura en el anexo I del convenio citado en el artículo anterior que integra la ley provincial 8486.
 ARTICULO 4º — Cumplidos los extremos exigidos por los artículos 1º , 2º, 3º y concordantes de la ley 22.351, créase el Parque y Reserva Nacional "Quebrada del Condorito", el cual a partir de la promulgación de la presente, quedará sometido al régimen de la citada ley, de monumentos naturales, parques nacionales y reservas nacionales.

La Administración de Parques Nacionales tomó posesión de las tierras correspondientes al parque nacional durante los años 1998 y 1999. La reserva hídrica provincial de Achala fue creada mediante decreto provincial n.º 361/1999, cubriendo 146 000 ha adyacentes al parque nacional. 
En 1998 se aprobó el Plan de Manejo y en 2017 fue publicado el Plan de Gestión Parque Nacional Quebrada del Condorito.

## Administración
Por resolución n.º 126/2011 de la Administración de Parques Nacionales de 19 de mayo de 2011 se dispuso que parque nacional encuadrara para los fines administrativos en la categoría áreas protegidas de complejidad II, por lo cual tiene a su frente un intendente designado, del que dependen 4 departamentos (Administración; Obras y Mantenimiento; Guardaparques Nacionales; Conservación y Uso Público) y 2 divisiones (Despacho y Mesa de Entradas, Salidas, y Notificaciones; Recursos Humanos y Capacitación). La intendencia tiene su sede en la ciudad de Villa Carlos Paz.

## Vías de acceso
Ruta Provincial n.º 34 (Ruta de las Altas Cumbres), entre la ciudad de Villa Carlos Paz ubicada en el valle de Punilla y la incipiente ciudad de Villa Cura Brochero-Mina Clavero ubicada en el valle de Traslasierra. El acceso principal del parque nacional es en su área nordeste por el Paraje La Pampilla; allí se ingresa en automóvil hasta el Centro de Visitantes (oficina del guardaparque).

## Recorridos
Existen sendas pedestres y bicisendas de diversas extensiones y diferentes grados de dificultad. Considerando los factores ambientales y topográficos, se aconseja consultar en la Intendencia del parque nacional para tener las recomendaciones adecuadas para disfrutar en forma segura de este paisaje agreste y solitario. Hay señalética en todas las sendas. Existen diversas áreas de acampe agreste (sin servicios) con acceso a agua potable de vertientes.